# 九龙祖屋
九龙祖屋，位于中国广东省河源市紫金县乌石镇石坑村，为紫金县的一个县级文物保护单位，类型为古建筑，公布时间为2005年3月10日。
九龙祖屋的历史年代为元末。